# 鴨、京都へ行く。-老舗旅館の女将日記-
『鴨、京都へ行く。-老舗旅館の女将日記-』（かも きょうとへいく しにせりょかんのおかみにっき）は、フジテレビ火曜9時枠（毎週火曜日21:00 - 21:54、JST）で2013年4月9日から6月18日まで放送された日本の連続テレビドラマ。主演は松下奈緒。初回は10分拡大の21:00 - 22:04で放送された。
財務省のキャリア官僚だった女性が、京都の名旅館の女将である母親の死により、新米女将に転身するコメディで、京都でのオールロケを敢行。
キャッチコピーは「国民の嫁から、最凶の女将へ」

## 放送
第9話はカスペ!『木村藤子のキセキ相談』が20分拡大放送のため、21:20 - 22:14放送。

## キャスト
人物名の出典は公式サイト相関図、脚注を参照。

### 主要人物
上羽 鴨（うえば かも）
演 - 松下奈緒（少女期：荒田悠良）
上羽やの女将・薫の娘。東京大学卒業後、財務省主計局に入省。母の急逝後、京都の老舗旅館・上羽やのオーナーになる。その後、正式に財務省を退職し女将業に邁進することを決断する。
衣川 周平（きぬがわ しゅうへい）
演 - 椎名桔平（少年期：遠藤舜大）
ワイズ・コンサルティングM&A担当者。ブリストンホテルズ&リゾーツの依頼で上羽やの買収計画を進めている。鴨に借金返済を暫く猶予する条件として上羽やの支配人に就任することを約束させ、停滞している買収案に新たな策略を打ち出す。祖父は上羽やの元番頭・遠山勘兵衛。
梅垣 鈴風（うめがき すずか）
演 - 若村麻由美
梅垣屋女将。女将組合組合長。衣川は高校生時代に憧れていたサッカー部の先輩。

### 上羽や
上羽 薫（うえば かおる）
演 - 市毛良枝
前女将。鴨の母親。心筋梗塞で急逝。
塩見 鞠子（しおみ まりこ）
演 - かたせ梨乃
仲居頭。

#### 仲居
間山 紗江（まやま さえ）
演 - 堀内敬子
大塚 頼子
演 - 楠見薫
柴田 優梨愛
演 - 岡本あずさ
玉山 未知
演 - 彩也子
鶴田 玲子
演 - 高橋知代
倉田 絵美
演 - 八木菜々花
フロント担当。

#### 男衆
矢沢 響一
演 - 御厨響一
旅館の借金返済の新しい事業展開として鴨が提案するゆるキャラ「ウェーバー伯爵」に扮装させられている。
石原 圭介
演 - 佐野岳
峰岸 鼓太郎（みねぎし こたろう）
演 - 笹野高史

#### 板場
寺石 秀（てらいし ひで）
演 - 高杉亘
板長。長い年数を掛けて漬けている漬物をわが子のように大事にしている。
八木 飛雄馬（やぎ ひゅうま）
演 - 小柳友
板前。
今泉 裕司
演 - 柴田裕司
高倉 まさる
演 - 毛利英二

### その他
加茂 京介（かも きょうすけ）
演 - 大東駿介
鴨の幼馴染。京都で小物屋を経営。
石黒 哲也
演 - 丸山智己
財務省官僚。鴨の恋人。アメリカワシントンに派遣されることが決まり、鴨にプロポーズする。
高瀬 裕次郎（たかせ ゆうじろう）
演 - 伊武雅刀
衣川の上司。上羽や売却後の人事について仲居頭・鞠子に接近する。
仲代 公吉（なかだい こうきち）
演 - 松平健（特別出演）
財務大臣。上羽やの常連客。洗い屋が洗った後の一番風呂を好む。
宮下 晋太郎
演 - 瀬野和紀
仲代の秘書。梅垣屋の対応に立腹したラーマンIOC副会長の家族に上羽やを紹介する。
ボンバー体操（ボンバーたいそう）
演 - ゴールデンボンバー

### ゲスト
複数話登場の場合は括弧（）内に表記

#### 第1話
渋谷 敦子
演 - 市川実和子
鴨の学生時代の友人。

#### 第2話
桐村
演 - モロ師岡
洗い屋職人。
亮太
演 - 湯浅崇
桐村の弟子。

#### 第3話
大場 夏美
演 - いしのようこ
弓香の母親。先代の女将・薫の力を借りて、上羽や花山の間で娘の弓香を出産する。
大場 弓香
演 - 美山加恋
夏美の娘。母を思いやる気持ちは人一倍強いが、恥ずかしさや反抗期も相まって素直になれずにいる。
安永 真知子
演 - 江波杏子
鞠子の元姑。年に1度上羽やに宿泊し、働いている鞠子の姿を見るのと圓翠の掛け軸を愛でることを楽しみにしている。

#### 第4話
稲川 純一
演 - 菅原大吉
織田 睦夫
演 - 木下ほうか
保田 啓次
演 - 朝倉伸二
上記3名は高校時代の野球部の仲間。彼らの間では上羽やに宿泊出来るようになれば立派な大人になった証とされており、30年後に憧れていた上羽やで3人一緒に再会することを高校卒業時に誓い合う。

#### 第5話
望月 幸子
演 - 高岡早紀
元エステティシャン。啓志の妻。上羽やの女将や仲居たちに我儘な要求を出して困らせ、去年、京都クィーンホテルに宿泊した際、エステの施術にクレームをつけたことで、京都のエステ業界のブラックリストに掲載されてしまい、施術が受けられなくなってしまう。
望月 啓志
演 - 神尾佑
ファッションブランド・セリイ社長。幸子の夫。妻の気持ちを察することもせず、上羽やに着くなり足早に仕事へと出掛ける。モデル・南条エリと不倫関係にある。
巡査
演 - 鈴木拓（第6話）
望月幸子の指輪紛失騒ぎや骨董品店のピッキング窃盗事件に関わる。

#### 第6話
姫野 隆一郎
演 - 佐戸井けん太（少年期：萱翔悟）
上羽やに飛びこみの客としてやって来る。漫画『タロの冒険』著者。「ヤマダタロウ」という偽名を使って宿泊し、自分を訪ねて来る者がいても取り次がないようにと仲居たちにお願いする。
久保 正臣
演 - 石橋保
月刊『少年ダッシュ』遊英館漫画編集部。姫野の担当漫画編集者。
遠山 勘兵衛
演 - 山谷初男
鴨の祖母が女将をしていた時代に働いていた番頭。衣川の祖父。骨董品などの目利きに優れていた。
西野 素子（にしの もとこ）
演 - 大谷英子（第9話）
京豆腐西野店主。東山会青年部会合で新しい試みとして豆腐を使ってブラマンジェのようなスイーツを創作したいと話す。老舗豆腐屋の看板をおろす決心をした冨家が作り出す豆腐の味を引き継ぐ。

#### 第7話
東雲亭 千雀
演 - 三遊亭円楽
落語家。本名：松沼泰通。弟子・千太郎の小手先に頼るだけの落語の欠点を見抜いていた。
東雲亭 千太郎
演 - 内野謙太
千雀の弟子。師匠に落語を認めてもらい初高座に上がるため、日本語が通じないラーマンIOC副会長の家族に落語を披露する。

#### 第8話
殿村 克彦
演 - 田村亮
内閣総理大臣。補正予算案で仲代大臣と対立している。
細口 隆史
演 - 谷口高史
毎朝新聞政治部記者。
佐伯 繁信
演 - 芝本正
日本画家。上羽やの常連客。

#### 第9話
園田 芳子
演 - いしだあゆみ
孝司の妻。脳梗塞の治療後に記憶障害の後遺症が残り、夫を死んだ兄だと勘違いしている。上羽やの朝食に出る湯豆腐を楽しみにしていたが、一口食べたときに豆腐の味が変わったことを見抜き落胆する。
園田 孝司
演 - 山本圭
芳子の夫。新婚旅行で上羽やに宿泊してから40年が経ち、それから毎年結婚記念日には上羽やに妻と泊まり、商社勤務で忙しく、妻とゆっくり過ごす時間は上羽やに宿泊する1年に1回しか取れずにいた。妻が病気を患ってから、3年振りに上羽やを訪れる。
冨田 静夫
演 - 六平直政
京豆腐冨家店主。目と腰を患うようになってから、豆腐の味が落ちたことに気付いていたが、自分の代で200年続けて来た老舗豆腐屋の看板をおろすわけにはいかないと、今まで見て見ぬ振りをして来た。後継者や弟子もおらず八方塞がりの状態だった。

#### 第10話
松原 祐一郎
演 - 矢島健一
キュイジーヌ・マツバラ社長。上羽やの元男衆。40年前、京都クィーンホテルにヘッドハンティングされ、上羽やを退職。現在はレストラン事業を立ち上げ、成功を収めている。
ジェームス・ハワード
演 - イアン・ムーア
アメリカのビルオーナー。松原の商談相手。
遠野 春子
演 - 松坂慶子（最終話）
峰岸の婚約者。結婚し家庭を築くことよりも上羽やに働き続けることを選択した峰岸を40年間、舞鶴の地で待っていた。

#### 最終話
アントワーヌ・ベルラン
演 - ジュリー・ドレフュス
ローシャン代表。京都の老舗旅館を核とした富裕層向けの宿泊プランを鈴風と共同で計画している。京都で行われるキックオフパーティ内で富裕層向けプランを正式に発表するため来日し、視察も兼ねて上羽やへ訪れる。
溝口 栞
演 - 大路恵美（高校時代：小林美稀）
中原 真澄
演 - 藤沢かりん（高校時代：永井礼佳）
新条 あずさ
演 - 建みさと（高校時代：畑中咲菜）
上記3名は高校時代の同級生。20年前、北海道から京都へ修学旅行に来た際に担任の先生（演：国木田かっぱ）が旅館の名前を間違えて高級旅館の上羽やに宿泊してしまう。宿代を支払うことができず前女将・薫の計らいもあり、代金は出世払いにしてもらっていた。今回再び上羽やを訪れ、20年前に白河の間の庭に埋めたタイプカプセルを掘り起し、3人はその時に夢を描き書き記した職業を叶えていた。
葛川 克也
演 - 宇梶剛士
貿易会社社長。家族が居ない葛川にとって上羽やの存在は唯一、心温まるひとときを過ごせる場所であった。

## スタッフ
- 脚本 - 森ハヤシ、酒井雅秋、岩下悠子
- 音楽 - 野崎良太（Jazztronik）、松下奈緒
- 監督 - 永山耕三、兼崎涼介、並木道子
- 主題歌 - 椎名林檎「いろはにほへと」（EMI Records Japan）
- 監督補 - 山本一男
- 助監督 - 匂坂力祥、佐野陽一
- CGプロデューサー - 冨士川祐輔
- CGディレクター - 三塚篤
- CGデザイン - PECO
- VFX - キルアフィルム
- ビジュアルデザイン - 高田ミキ
- 方言指導 - あきやまりこ
- 舞踏振付 - 猿若加於理
- 和楽 - 中本哲
- 落語指導・劇中落語 - 三遊亭天どん「手足」（第7話）
- 料理指導 - 辻調理師専門学校
- プロダクション協力 - 共同テレビ、東映太秦映画村、ミラクルスパーク
- 撮影協力 - 晴鴨樓（政府登録国際観光旅館）、東映太秦映画村、東映俳優養成所
- 編成企画 - 太田大、高木明梨須
- プロデューサー - 手塚治、妹尾啓太、中尾亜由子
- ラインプロデューサー - 小山寛史
- プロデュース補 - 見戸夏美
- 制作 - フジテレビ
- 制作著作 - 東映

## 放送日程
| 各話                                                      | 放送日  | サブタイトル                                   | 脚本     | 監督     | 視聴率 |
| --------------------------------------------------------- | ------- | ---------------------------------------------- | -------- | -------- | ------ |
| 第1話                                                     | 4月09日 | 老舗旅館に春の嵐! 素人女将と着物を着た悪魔たち | 森ハヤシ | 永山耕三 | 11.1%  |
| 第2話                                                     | 4月16日 | 暴れん坊大臣が求む最高の風呂と京野菜           | 酒井雅秋 | 永山耕三 | 09.3%  |
| 第3話                                                     | 4月23日 | 人力車が運ぶ、亡き母の想い                     | 森ハヤシ | 兼崎涼介 | 10.9%  |
| 第4話                                                     | 4月30日 | お金がない! 地獄の女将デビュー戦               | 酒井雅秋 | 兼崎涼介 | 09.4%  |
| 第5話                                                     | 5月07日 | 私を満足させなさいモンスター女ご来館           | 岩下悠子 | 永山耕三 | 11.1%  |
| 第6話                                                     | 5月14日 | ウェーバー伯爵失踪事件! 30年前の秘密           | 岩下悠子 | 並木道子 | 09.6%  |
| 第7話                                                     | 5月21日 | 座布団一枚の幸せ                               | 森ハヤシ | 兼崎涼介 | 09.5%  |
| 第8話                                                     | 5月28日 | 女将たちの仁義なき代理戦勃発                   | 酒井雅秋 | 兼崎涼介 | 08.7%  |
| 第9話                                                     | 6月04日 | 哀しき老夫婦                                   | 酒井雅秋 | 永山耕三 | 06.8%  |
| 第10話                                                    | 6月11日 | 最高のプロポーズ                               | 岩下悠子 | 並木道子 | 09.2%  |
| 最終話                                                    | 6月18日 | 上羽やの宝物                                   | 森ハヤシ | 永山耕三 | 12.2%  |
| 平均視聴率 9.8%（視聴率は関東地区・ビデオリサーチ社調べ） |         |                                                |          |          |        |

## 他番組とのコラボレーション
- 2013年4月23日の第3話に先駆け『カスペ! もしもツアーズ鴨と春の京都へ行くスペシャル』が放送された。この番組では松下、椎名、かたせ、若村、伊武が出演するもので、松下と椎名はそれぞれお土産争奪の買い物ゲームの側、他3名はそれぞれの本部に陣取るという設定で出演する。
- 2013年6月16日放送の『ちびまる子ちゃん』・「まる子、旅館で鴨に会う」の巻に松下が上羽鴨役で声の出演をした。主人公のまる子とまる子の祖父・友蔵が訪れた静岡の旅館でその旅館が有名だと聞いた鴨が旅館を訪れ、まる子たちと出会うというストーリーとなっている。

## 備考
- スポンサーには「出演者枠」で、松下がCMで出演している「クリアアサヒ プライムリッチ」も参加している。第1話はアサヒビールの社名で協賛クレジットされたが、2話目以降からは商品名のみの提供表示となった。